# 13 Moons
13 Moons es una película cómico-dramática del año 2002 dirigida por Alexandre Rockwell y protagonizada por Steve Buscemi. El título de la película es una referencia al dicho de uno de los personajes: "esta debe ser la noche de las trece lunas".

## Trama
La historia comienza cuando la esposa (Jennifer Beals) y la novia estríper (Karyn Parsons) de un payaso llamado Bananas (Steve Buscemi), descubren la existencia una de la otra. Cuando su esposa es encarcelada por intentar asesinarlo, él, su novia, y su compañero (Peter Dinklage) contactan a un abogado (David Proval) para que Suzi, la esposa del payaso, deje su hijo en las manos de Bananas. En medio de esto, son acosados por un psicótico adicto a las drogas llamado Slovo (Peter Stormare).

## Reparto
- Steve Buscemi - Bananas el payaso
- Karyn Parsons - Lily
- Peter Dinklage - Binky
- David Proval - Mo Potter
- Austin Wolff - Timmy
- Daryl Mitchell - Lenny
- Rose Rollins - Sanandra
- Peter Stormare - Slovo
- Pruitt Taylor Vince - Owen
- Elizabeth Bracco - Louise Potter
- Gareth Williams - Thad
- Francesco Messina - Robert
- Jennifer Beals - Suzi
- Sam Rockwell - Rick
- Rex Hamilton - Abraham Lincoln
- Michael Buscemi - Médico de Slovo
- Michael Badalucco - Productor
- Danny Trejo - Rufian
- Edward Bunker - Rufian
- Alexandre Rockwell - Hombre

## Recepción
En el sitio especializado Rotten Tomatoes, la película cuenta con un ranking aprobatorio del 44% por parte de la audiencia, con un rating promedio de 3.1 sobre 5.